# Liste der Schulleiter des Melanchthon-Gymnasiums Nürnberg
Diese Liste enthält die Schulleiter des Melanchthon-Gymnasiums Nürnberg.

## Rektoren

### Obere Schule (1526 bis 1633)
| Name               | Herkunft | Geburtsdatum  | Sterbedatum   | Beginn des Rektorats | Ende des Rektorats | Beschreibung                                                  | Bemerkungen                                | Bild | Quellen |
| ------------------ | -------- | ------------- | ------------- | -------------------- | ------------------ | ------------------------------------------------------------- | ------------------------------------------ | ---- | ------- |
| Joachim Camerarius | Bamberg  | 12. Apr. 1500 | 17. Apr. 1574 | 23. Mai 1526         | 1535               | deutscher Humanist, Philologe, Universalgelehrter und Dichter | Gründungsrektor des Gymnasiums St. Egidien |      | [ 1 ]   |

Nach Camenarius Wegzug reduziert die Schule ihren Lehrbetrieb und hatte keinen eigentlichen Leiter mehr.

### Verlegung nach Altdorf (1575 bis 1633)
| Name                   | Herkunft             | Geburtsdatum | Sterbedatum   | Beginn des Rektorats | Ende des Rektorats | Beschreibung                                                  | Bemerkungen | Bild | Quellen     |
| ---------------------- | -------------------- | ------------ | ------------- | -------------------- | ------------------ | ------------------------------------------------------------- | ----------- | ---- | ----------- |
| Valentin Erythräus     | Lindau               | 1521         | 29. März 1576 | 21. Juli 1575        | 29. März 1576      | deutscher Humanist, Philologe, Universalgelehrter und Dichter |             |      | [ 2 ] [ 3 ] |
| Johann Thomas Freigius | Freiburg im Breisgau | 1543         | 8. Dez. 1688  | 1576                 | 1581               | deutscher Jurist und Philosoph der Spätscholastik             |             |      |             |
|                        |                      |              |               | 1581                 | 1633               | jährlicher Wechsel des Rektorats durch den Lehrkörper         |             |      |             |

### Rückverlegung nach Nürnberg (1633 bis 1808)
| Name                   | Herkunft             | Geburtsdatum  | Sterbedatum   | Beginn des Rektorats | Ende des Rektorats | Beschreibung                                                                    | Bemerkungen | Bild | Quellen              |
| ---------------------- | -------------------- | ------------- | ------------- | -------------------- | ------------------ | ------------------------------------------------------------------------------- | --- | ---- | -------------------- |
| Johann Graf            | Marisfeld            | 1595          | 1644          | 1633                 | 1642               | deutscher Schulmann                                                             | Schwiegervater der Künstlerin und Naturforscherin Maria Sibylla Merian                                               |      | [ 4 ] [ 5 ]          |
| Johann Michael Dilherr | Themar               | 14. Okt. 1604 | 8. Apr. 1669  | 1642                 | 1644               | protestantischer Theologe und Philologe an der Universität Jena und in Nürnberg | stand in enger Verbindung zum Pegnesischen Blumenorden                                                               |      | [ 6 ]                |
| Johann Riedner         | Nürnberg             | 5. März 1603  | 12. Apr. 1656 | 1644                 | 1655               | protestantischer Theologe                                                       | anschließend Rektor der Lateinschule St. Lorenz                                                                      |      | [ 7 ] [ 8 ]          |
| Adam Zanner            | Amberg               | 31. Dez. 1600 | 28. Dez. 1682 | 1655                 | 1656               | deutscher Schulmann                                                             | zuvor ab 1653 Konrektor, anschließend Rektor der Lateinschule St. Lorenz, ab 1663 Rektor von St. Sebald              |      | [ 9 ] [ 10 ]         |
| Johann Held            | Auerbach             | 20. Nov. 1627 | 18. Aug. 1693 | 1656                 | 1674               | protestantischer Theologe und Schulmann                                         | anschließend Diakon im Heilig-Geist-Spital                                                                           |      | [ 11 ] [ 12 ]        |
| Johann Georg Fuchs     | Nürnberg             | 3. Nov. 1635  | 3. Jan. 1713  | 1674                 | 1704               | deutscher Schulmann                                                             | anschließend Rektor der Lateinschule St. Lorenz                                                                      |      | [ 13 ] [ 14 ] [ 15 ] |
| Justin Wetzel          | Nürnberg             | 8. Juni 1667  | 15. Sep. 1727 | 1704                 | 1706               | deutscher Philologe und Theologe                                                | Mitglied des Pegnesischen Blumenordens                                                                               |      | [ 16 ] [ 17 ] [ 18 ] |
| Samuel Faber           | Altdorf bei Nürnberg | 3. März 1657  | 10. Apr. 1716 | 1706                 | 10. Apr. 1716      | deutscher Rektor und Schriftsteller                                             | war auch Schüler am Gymnasium, Sohn des früheren Lehrers Johann Ludwig Faber, Mitglied des Pegnesischen Blumenordens |      | [ 19 ]               |
| Carl Hartlieb          | Nürnberg             | 6. Jan. 1683  | 7. Nov. 1730  | 1716                 | 7. Nov. 1730       | deutscher Schulmann                                                             | Todestag: 7. oder 8. November 1730                                                                                   |      | [ 20 ] [ 21 ]        |
| Georg Christoph Munz   | Nürnberg             | 19. März 1691 | 13. Feb. 1768 | 1731                 | 1736               | deutscher Theologe und Schulmann                                                | war auch Schüler am Gymnasium, Mitglied des Pegnesischen Blumenordens                                                |      | [ 22 ] [ 23 ] [ 24 ] |
| Johann Paul Röder      | Nürnberg             | 17. Nov. 1704 | Feb. 1766     | 1737                 | 1743               | deutscher Theologe, Historiker und Mathematiker                                 | war auch Schüler am Gymnasium                                                                                        |      | [ 25 ] [ 26 ] [ 27 ] |
| Nicolaus Schwebel      | Nürnberg             | 19. Aug. 1713 | 7. Dez. 1773  | 1743                 | 1764               | deutscher Klassischer Philologe, Dichter und Pädagoge                           | war auch Schüler am Gymnasium                                                                                        |      | [ 28 ] [ 29 ]        |
| Leonhard Schenk        | Nürnberg             | ?             | 1814          | 1764                 | 1808               | deutscher Schulmann                                                             | |      | [ 30 ]               |

### Staatliches Gymnasium (1808 bis heute)
| Name                          | Herkunft   | Geburtsdatum  | Sterbedatum   | Beginn des Rektorats | Ende des Rektorats | Beschreibung                                                                                  | Bemerkungen | Bild | Quellen |
| ----------------------------- | ---------- | ------------- | ------------- | -------------------- | ------------------ | --------------------------------------------------------------------------------------------- | --- | ---- | ------- |
| Georg Wilhelm Friedrich Hegel | Stuttgart  | 27. Aug. 1770 | 14. Nov. 1831 | 1808                 | 1816               | Philosoph, der als wichtigster Vertreter des deutschen Idealismus gilt                        | |      |         |
| Johann Adam Goez              | Nürnberg   | 17. Okt. 1755 | 18. Jan. 1840 | 1817                 | 1821               | Klassischer Philologe, Schriftsteller und Rektor                                              | aus gesundheitlichen Gründen aus dem Amt entlassen |      |         |
| Karl Ludwig Roth              | Stuttgart  | 7. Mai 1790   | 6. Juli 1868  | 1821                 | 1843               | Theologe                                                                                      | Einführung der 'Privat-Elementarschule': Vorschule zur Auslese der zukünftigen Gymnasiasten, seit 1837 obligatorischer Turnunterricht, 1843 Ehrenbürger der Stadt Nürnberg |      | [ 32 ]  |
| Ernst Wilhelm Fabri           | Erlangen   | 6. Jan. 1796  | 19. Nov. 1845 | 1843                 | 19. Nov. 1845      | Philologe                                                                                     | |      | [ 33 ]  |
| Georg Wolfgang Karl Lochner   | Nürnberg   | 29. Aug. 1798 | 3. Dez. 1882  | 1846                 | 1857               | Archivdirektor in Nürnberg                                                                    | |      | [ 34 ]  |
| Heinrich Heerwagen            | Bayreuth   | 4. Mai 1811   | 5. Dez. 1888  | 1857                 | 1884               | Philologe, Lokalhistoriker und Mitbegründer des Vereins für die Geschichte der Stadt Nürnberg | langjähriger Vorstand des Pegnesischen Blumenordens (1863–1885), 1878 Ehrenbürger der Stadt Nürnberg                                                                       |      |         |
| Georg Autenrieth              | Schwand    | 3. Nov. 1833  | 8. Juni 1900  | 1884                 | 8. Juni 1900       | Klassischer Philologe                                                                         | |      | [ 35 ]  |
| Wilhelm Harster               | Speyer     | ?             | ?             | 1900                 | 1901               |                                                                                               | zuvor Rektor am Gymnasium Fürth |      |         |
| Philipp Thielmann             | ?          | ?             | 1919          | 1901                 | 1918               |                                                                                               | zuvor Rektor am Gymnasium Fürth |      |         |
| Hugo Steiger                  | ?          | ?             | ?             | 1918                 | 1927               |                                                                                               | |      |         |
| Friedrich Stählin             | Nördlingen | 8. Apr. 1874  | 22. Juni 1936 | 1927                 | 22. Juni 1936      | Klassischer Philologe                                                                         | |      |         |
| Friedrich Mezger              | ?          | ?             | ?             | 1937                 | 1951               |                                                                                               | |      |         |
| Werner Dietsch                | ?          | ?             | ?             | 1951                 | 1956               |                                                                                               | |      |         |
| Alfred Heubeck                | Nürnberg   | 20. Juli 1914 | 24. Mai 1987  | 1956                 | 1962               | Klassischer Philologe                                                                         | |      |         |
| Karl Lanig                    | Ochsenfurt | 1. Dez. 1915  | 1974          | 1962                 | 1970               |                                                                                               | |      |         |
| Hans Köhler                   | ?          | 18. Jan. 1924 | 12. Mai 2013  | 1970                 | 1988               |                                                                                               | |      | [ 36 ]  |
| Hartmut Fritz                 | Nürnberg   | 17. Okt. 1941 | 16. Sep. 2009 | 1988                 | 2004               |                                                                                               | |      |         |
| Otto Beyerlein                | Plech      | 12. Dez. 1950 |               | 29. Nov. 2004        | 26. Juli 2016      |                                                                                               | |      |         |
| Hermann Lind                  | Nürnberg   | 29. Juni 1959 |               | 27. Juli 2016        | 26. Juli 2024      |                                                                                               | war von 1969 bis 1978 auch Schüler am Gymnasium |      | [ 37 ]  |
| Christoph Reichardt           | ?          | ?             |               | 27. Juli 2024        | laufend            |                                                                                               | |      | [ 38 ]  |